# Мнемизм
Мнемизм — устаревшая научная теория, учение о мнеме, (от др.-греч. μνήμη — память, воспоминание), теория о наследственности памяти. Мнемизм является идеей, которая якобы позволяет преодолеть и тупик механицизма, и тупик витализма.
Первым научный подход к проблеме, обозначенной как «мнемизм», применил видный ученик Геккеля Рихард Земон, врач по профессии, посвятивший себя в основном биологии. Земон утверждал, что наследственность, привычка и память фактически одно и то же. Они наблюдаются во всех формах организованной материи, и не только приобретаются, но и наследуются. Свою концепцию мнемизма Рихард объясняет на примере щенка:
Маленького щенка любили дома, прохожие относились к нему по доброму, и он доверял каждому незнакомцу. Но однажды, когда щенок снова вышел на улицу, его забросали камнями хулиганы. Он перенёс неприятный опыт и боль. Этот эпизод животному запомнился. Теперь проявлялась одинаковая реакция не только когда кто-то бросал камень, но и когда человек просто хотел поднять какой-то предмет с земли.
Воспроизводилась целостная ситуация — стимул вместе с реакцией. Согласно терминологии Земона, впечатление, оставленное стимулом, — «энграмма», что означает «отпечаток». Энграмма «гравируется» в воспринимающем организме, будь то растение или животное. Эти отпечатки никогда не утрачиваются, и в будущем при ассоциации впечатлений энграмма воспроизведет тот же эффект, что и при изначальном стимуле. Этот процесс Земон обозначил термином «экфория». Говоря более точно, ассоциации служат причиной того, что энграммы «экфорируются».
Швейцарский психиатр Эйген Блейлер в своем «Руководстве по психиатрии» определяет мнемизм как «память без участия сознания».